# 珠海振戎
珠海振戎有限公司，原名珠海振戎公司，是一家经营石油等能源贸易的中国国有企业，成立于1994年，总部位于北京市朝阳区大屯里121号振戎大厦，注册地址为广东省珠海市吉大景山路1号骏景台11号别墅。珠海振戎现为南光集团全资子公司。公司成立时隶属国防科工委，后改隶中央大型企业工委、国务院国有资产监督管理委员会，成为中央企业。2015年并入总部在澳门的中央企业南光集团。公司的宗旨为“增强国防综合实力、振兴国家能源工业”。公司获得中国政府授权，在世界贸易组织备案，是中国仅有的四家具有国营进口原油贸易资质的企业之一。
珠海振戎与伊朗国家石油公司合作超过20年。在2010年前后，公司与伊朗的贸易额占中国同伊朗贸易额的大约六成。由于同伊朗的石油贸易，珠海振戎两次被美国制裁。

## 历史
珠海振戎创办于1994年，创始人为杨庆龙。两伊战争期间，中国向伊朗、伊拉克供应了大量的军火，两国向中国欠下了大量的军品货款。为此，珠海振戎从伊朗进口石油，以冲抵伊朗的欠款。创办时，珠海振戎直属国防科工委，帮助中国军方以正规手段从伊朗进口石油。由于与军方的关系，珠海振戎被戏称为“中军油”。
1995年，珠海振戎取得石油进口贸易权，同年8月将第一船石油运回中国。当年，珠海振戎自伊朗进口原油量约为几十万吨。其后，公司的年原油进口量快速增长至千万吨级，自2000年到2010年，珠海振戎每年进口超过1,100万吨原油。
中共中央、国务院、中央军委决定终止军队经商后，珠海振戎在1999年改为中央直属企业，由中央大型企业工委（后改名中央企业工委）管理。2003年，珠海振戎划归新成立的国务院国资委。2015年，珠海振戎并入总部在澳门的中央企业南光集团，成为南光集团全资子公司。

## 业务
珠海振戎主营进口伊朗石油以及开展石油制品业务。此外，公司还经营石油产品贸易、其他产品进出口，涉足通讯软件开发、咨询服务等业务。公司自2005年起进口凝析油，转售给中国炼油厂。
2010年，珠海振戎营业收入610亿元人民币，进入中国企业500强，排名第136位。2011年，珠海振戎进口原油1,300万吨，营业收入756亿元人民币。截至2011年底，公司累计进口原油1.63亿吨，累计贸易额约为600亿美元，进出口额在中国企业中排名第15位至25位。截至2010年底，珠海振戎累计纳税近600亿元人民币。在2010年前后，公司与伊朗的贸易额占中国与伊朗贸易往来总额的比例超过60%。公司与伊朗国家石油公司合作超过20年。
珠海振戎设有天津振戎国际能源有限公司、北京振戎融通通讯技术有限公司、天津振戎投资股份有限公司、香港振戎国际石油贸易有限公司、新加坡天宝石油贸易有限公司等十余个子公司和办事处。

## 相关事件

### 伊朗石油进口与美国制裁
2010年，美国之音报道称，珠海振戎实为中国军方的公司，拥有每天从伊朗进口25万桶石油的优先指标，进口的石油供中国军队使用。
2012年1月，美国宣布对珠海振戎等三家公司实施制裁。美国国务院认定，2010年7月到2011年1月间珠海振戎向伊朗供应了价值逾5亿美元的成品油，超过了美国制定的100万美元限额，是伊朗最大的成品油供应商。珠海振戎回应称美国制裁莫名其妙，公司与伊朗开展的业务符合国际贸易公约，从未向伊朗出口成品油；美国制裁对公司运作没有影响。
2014年6月，媒体透露珠海振戎与伊朗国家石油公司签订合同，伊朗每月向珠海振戎供应200万桶南帕斯凝析油，伊朗国家石油公司利用自有的特许油轮负责运输，珠海振戎将石油供应给腾龙芳烃（漳州）有限公司。2015年4月，媒体报道，双方续签了一年期的合同，进口量提升至每日10万桶。
2019年7月22日，美国国务卿邁克·蓬佩奧宣布制裁珠海振戎及其高管，理由为违反美国禁令从伊朗进口石油。

### 广东振戎破产案
广东振戎能源有限公司是珠海振戎的子公司，由熊韶辉在2002年创办。2017年，中华人民共和国审计署对南光集团进行例行审计时，发现珠海振戎子公司广东振戎有巨额债务问题。广东振戎2014年7月之后停止偿还银行贷款。截止到2017年4月，广东振戎银行债务逾期215亿元人民币，188亿元资金去向不明，公司没有可供变现的资产，运营已经停摆。进一步的审计发现，广东振戎利用伪造文件虚构贸易背景，套取巨额现金。与广东振戎有资金往来的公司众多，牵涉大量壳公司，股权结构复杂，资金下落难以追索。有知情人认为，广东振戎三分之二的资金实际流入了商人谢云（又名谢狄驰）账下。广东振戎欠母公司珠海振戎约9亿元人民币，据称是珠海振戎某财务经理兼广东振戎董事在珠海振戎高层不知情的情况下私自办理的，没有书面协议，给追索欠款带来了麻烦。这名财务经理已被降为普通员工，接受南光集团调查。